# Xã East Lackawannock, Quận Mercer, Pennsylvania
Xã East Lackawannock (tiếng Anh: East Lackawannock Township) là một xã thuộc quận Mercer, tiểu bang Pennsylvania, Hoa Kỳ. Năm 2010, dân số của xã này là 1.682 người.